# Axioma Ethica Odini
Axioma Ethica Odini (lat. „Grundsatz – Die Ethik Odins“) ist das elfte Album von Enslaved. Es erschien 2010 bei Indie Recordings/Nuclear Blast.

## Geschichte
Nach einer Tournee mit Opeth 2009 wurde das von der Band selbstproduzierte Album in den Duper Studios, Earshot Studios und bei Personal Sound eingespielt. Gemischt wurde es von Jens Bogren in den Fascination Street Studios. Grutle Kjellson schlug als Titel Ethica Odini vor, was der Titel der lateinischen Übersetzung des Hávamál ist, während Ivar Bjørnson das Album Axioma nennen wollte; letztlich entschieden sie sich, dass eine Verbindung beider Titel gut funktioniere. Als korrekten Plural vermutete die Band Axiomae (der korrekte griechische Plural müsste Axiomata lauten), wählte aber die Form Axioma, da sie gut klinge.

## Musikstil
Das Album ist im Vergleich zu seinen Vorgängern Ruun und Vertebrae „härter, aggressiver […] die Produktion ist anders ausgefallen, klarer, moderner, ‚metallischer‘“ und mit etwas mehr Verzerrung. Die Band verwandte nur Röhrenverstärker, „um den Klang ein wenig ‚aufzuwärmen‘. Das Ganze sollte sehr hörbar werden, so dass die Instrumente separiert sind und das Album dennoch als Einheit klingt“. Bei Axioma handelt es sich um ein Ambient-Stück, das von der Band bei Festivals als Einklang verwandt wurde.

## Rezeption
Das Album erreichte Platz 11 in Norwegen. Im Magazin Metal Hammer wurde das Album zum Album des Monats gekürt. Robert Müller vergab 7 von 7 möglichen Punkten. Er schrieb: „Noch nie hatte ich nach zwei Songs mental die Höchstnote in der Hand. […] Noch nie klang die eklektische Mischung, die Enslaveds Sound befeuert, so organisch, noch nie kamen dabei so viele Hits heraus.“ Das Album wurde auch Album des Jahres in dem Magazin. Sein Kollege Christof Leim hingegen lobte zwar „die Atmosphäre, der Ideenreichtum und jede Stelle, die nach Devin Townsend klingt, aber die Extrem-Parts nerven. Für meinen Geschmack ist deswegen nämlich der Spagat zu weit.“ Er vergab 4 von 7 Punkten. Die übrigen Mitarbeiter gaben jeweils 5 oder 6 Punkte. Eduardo Rivadavia von Allmusic vergab 3,5 von 5. Das Album wurde mit dem norwegischen Spellemannprisen ausgezeichnet.

## Titelliste
1. Ethica Odini – 7:59 (Text: Grutle Kjellson; Musik: Ivar Bjørnson)
2. Raidho – 6:01 (Text und Musik: Bjørnson)
3. Waruun – 6:42 (Text und Musik: Bjørnson)
4. The Beacon – 5:38 (Text: Kjellson; Musik: Bjørnson)
5. Axioma – 2:20 (Text: Kjellson/Bjørnson; Musik: Bjørnson)
6. Giants – 6:37 (Text: Kjellson; Musik: Bjørnson)
7. Singular – 7:43 (Text und Musik: Bjørnson)
8. Night Sight – 7:36 (Text und Musik: Bjørnson)
9. Lightening – 7:51 (Text: Kjellson; Musik: Bjørnson)

Bonus 7 inch:
1. Jotunblod (Doom)
2. Migration